# Coxs Mills (Virginia Occidental)
Coxs Mills es un área no incorporada ubicada dentro del distrito de Kalb-Troy, una división civil menor del condado de Gilmer (Virginia Occidental), Estados Unidos. Está catalogada como un asentamiento humano por la Junta de Nombres Geográficos de los Estados Unidos.

## Identificador
El número de identificación asignado por el Sistema de Información de Nombres Geográficos es 1537763.

## Geografía
Se encuentra a una altitud de 239 metros sobre el nivel del mar (784 pies) según el conjunto de datos de elevación nacional.